# Кизема (река)
Ки́зема (Кизьма, Кизима, Кызима) — река на юге Архангельской и севере Вологодской областей России, левый приток реки Устья в бассейне Северной Двины.
Длина реки 81 км, площадь бассейна 1640 км². Кизема берёт начало на территории Великоустюгского района. Течёт на северо-запад. Питание смешанное, с преобладанием снегового. Половодье с апреля по июнь. Замерзает во 2-й половине октября — ноябре, вскрывается во 2-й половине апреля — 1-й половине мая. Высота устья — 98 м над уровнем моря.
В среднем течении реки находится посёлок Кизема с одноимённой станцией Северной железной дороги.
Притоки по порядку от устья к истоку:
- 0,3 км: Лойга;
- 17 км: Малая Кипленьга;
- 24 км: Большая Кипленьга;
- 32 км: Суксанга;
- 47 км: Иекса;
- 52 км: Водьма;
- 60 км: Большая Печеньга;
- 62 км: Малая Печеньга;
- 65 км: Пуреза[4].